# Thomas Ranner
Thomas „Bob“ Ranner (* 31. Juli 1987 in München) ist ein deutscher Volleyballtrainer und ehemaliger Spieler. Er ist der aktuelle Cheftrainer der WWK Volleys Herrsching.

## Karriere

### Spieler
Thomas Ranner begann seine Volleyballkarriere in der Jugend des SV Lohhof. Weitere Stationen als Jugendlicher waren der ASV Dachau und das Volleyballinternat des VCO Kempfenhausen. Als 17-Jähriger kam der jüngere Bruder von Michaela Ranner zum SV Lohhof zurück und gehörte in der Saison 2004/05 zum Zweitligakader.
Die erste Station in der höchsten deutschen Spielklasse bei Generali Unterhaching brachte für den Mittelblocker noch nicht den erhofften Durchbruch. Dieser gelang dem Jurastudenten beim TV Rottenburg. Nachdem Ranner in der ersten Saison in Rottenburg noch mit vielen Verletzungen zu kämpfen hatte, wurde die Saison 2009/10 für ihn zur erfolgreichsten. Aufgrund seiner hervorragenden Leistungen erhielt er für den DVL Allstar Day für das Männerteam Süd als einziger eine Wildcard. In der gleichen Saison erreichte der 22-Jährige mit dem TV Rottenburg durch den fünften Platz in der Meisterschaftsrunde das Play-off-Viertelfinale.
In der Saison 2013/14 spielte Ranner wieder in seiner Heimat beim Zweitligisten ASV Dachau. In der folgenden Saison 2014/15 wechselte er zum Bundesliga-Aufsteiger TSV Herrsching.
Im August 2014 wurde Ranner Europameister im Volleyballteam der Münchner Universitäten bei den „European University Games“ in Rotterdam.

### Trainer
Mitte 2017 wurde er Teammanager der Deutschen Volleyball Nationalmannschaft. Im Jahr 2018 erwarb Thomas Ranner die A-Trainerlizenz vom Deutschen Volleyball-Verband. Von 2020 bis 2022 war er als Co-Trainer beim Bundesligisten VfB Friedrichshafen aktiv. 
Seit 2022 ist Ranner Cheftrainer beim Ligakonkurrenten WWK Volleys Herrsching, mit dem er in der Saison 2023/24 in das Finale des DVV-Pokals einzog, was den bis dahin gröẞten Erfolg der Vereinsgeschichte darstellt. Das Finale ging mit 0:3 gegen die Berlin Recycling Volleys verloren.